# Ammobates minutissimus
Ammobates minutissimus là một loài Hymenoptera trong họ Apidae. Loài này được Mavromoustakis mô tả khoa học năm 1959.